# Marumba koreaesperchius
Marumba koreaesperchius är en fjärilsart som beskrevs av Felix Bryk 1946. Marumba koreaesperchius ingår i släktet Marumba och familjen svärmare. Inga underarter finns listade i Catalogue of Life.